# Connarus detersoides
Connarus detersoides é uma espécie de planta com flor pertencente à família Connaraceae.
A espécie foi descrita por Gustav August Ludwig David Schellenberg, tendo sido publicada em Candollea 2: 118. 1925.

## Brasil
Esta espécie  é nativa e endémica do Brasil. O domínio fitogeográfico onde pode ser encontrada é desconhecido.